# Cofradía de Nuestro Padre Jesús Nazareno (Chinchilla de Montearagón)
La Real Cofradía de Nuestro Padre Jesús Nazareno, Las Cruces y Santísima Virgen del Rosario es una Cofradía Penitenciaria de Semana Santa erigida canónicamente en la Parroquial de Santa María del Salvador de la ciudad de Chinchilla de Montearagón, en la diócesis de Albacete.
La Cofradía incluye las siguientes secciones:
- La Banda de Cornetas y Tambores, creada en 1.955 y compuesta en la actualidad por unas 50 personas. Abre todas las procesiones y representa a la Cofradía en los actos oficiales en los que participa.
- La Sección de las Cruces y la Pasión de Nuestro Señor Jesucristo, heredera de los antiguos Pasionistas de la Hermandad del Santísimo Cristo de la Misericordia, es la encargada de representar cada Viernes Santo el ancestral Canto de la Pasión de Chinchilla detrás de la imagen de Nuestro Padre Jesús Nazareno, en la Procesión del Encuentro.
- La Sección Infantil del Resucitado, creada en 1.956, está compuesta por niños que acompañan la imagen del Resucitado en la Procesión del Domingo de Pascua.
- Finalmente, el Tercio de Armados Alabarderos, fundado en la segunda mitad del siglo XIX, da Escolta de Honor a los pasos titulares de la Cofradía en cada una de las Procesiones o actividades en las que interviene.

La Real Cofradía de Nuestro Padre Jesús Nazareno cuenta en la actualidad con unos 600 hermanos cofrades. En la Semana Santa de Chinchilla participa en las siguientes Procesiones:
- Procesión del Prendimiento, en la tarde del Jueves Santo, con la imagen del Santísimo Cristo Ecce Homo.
- Procesión del Encuentro, en la mañana del Viernes Santo, con las imágenes de Nuestro Padre Jesús Nazareno y la Santa Verónica.
- Procesión del Santo Entierro, el Viernes Santo por la noche, con la imagen del Santísimo Cristo de la Misericordia.
- Procesión del Traslado, el Sábado Santo por la tarde, con la imagen de la Santísima Virgen del Rosario.
- Procesión del Resucitado, en la mañana del Domingo de Pascua, con las imágenes del Santísimo Cristo Resucitado y la Santísima Virgen del Rosario.

## Historia

### Orígenes

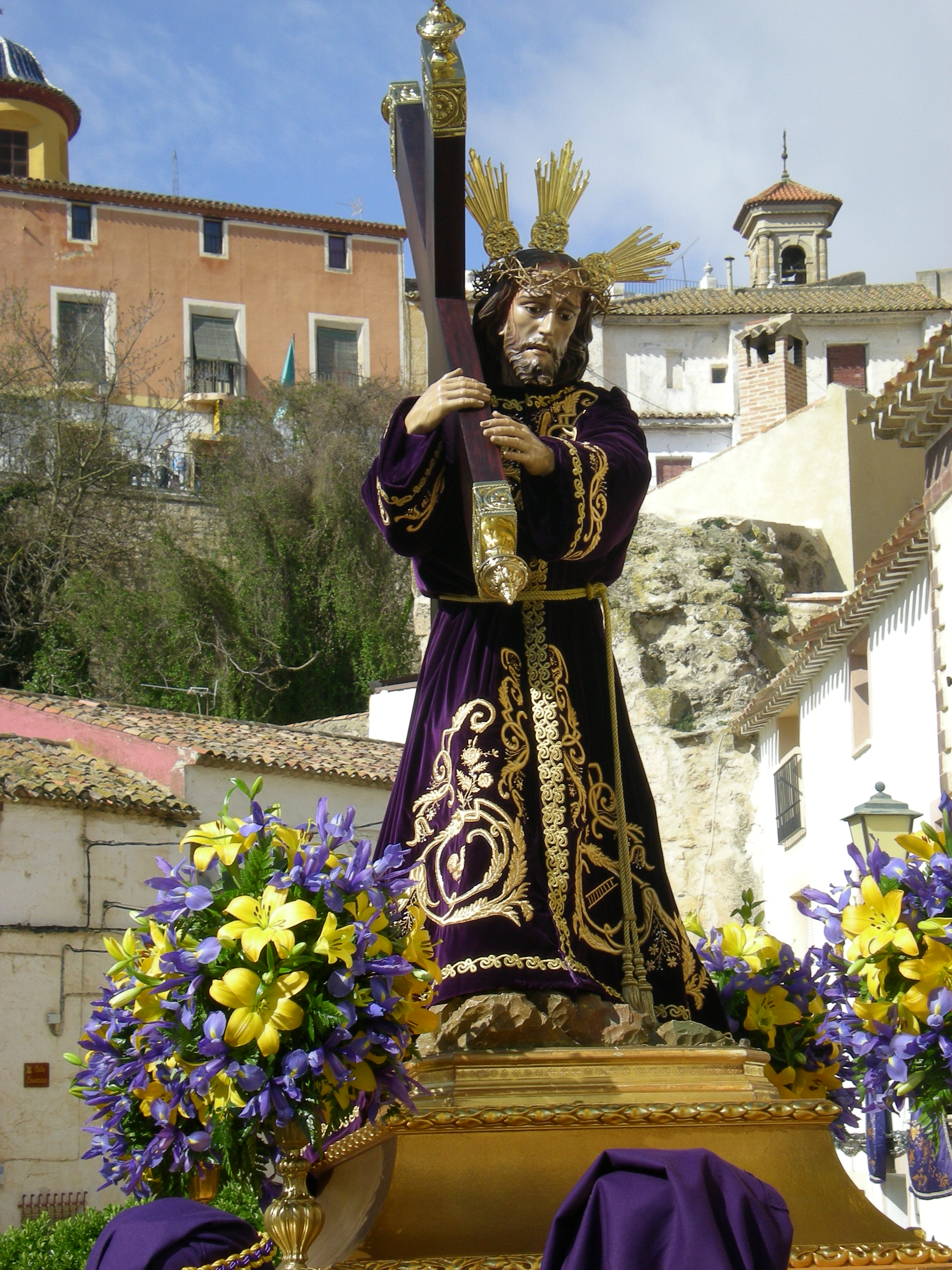
Nuestro Padre Jesús Nazareno, titular de la Cofradía.

La Cofradía de Nuestro Padre Jesús Nazareno se funda en el año 1.609 en el Convento de San Juan Bautista, de la Orden de Predicadores de Santo Domingo de Guzmán, en memoria de la Pasión y Muerte de Nuestro Redentor Jesucristo, siendo la causa, principalmente, realizar la Procesión de Penitencia y Silencio que el día de Viernes Santo por la mañana, desde aquel tiempo, se ha hecho siempre. El principal promotor de la fundación de la Cofradía fue don Francisco Núñez Pujazones, Alférez Mayor de la Ciudad.
Las imágenes e insignias que tuvo la Cofradía en sus orígenes fueron las de Nuestro Señor Jesucristo vestido de Nazareno, San Juan Evangelista y la mujer Verónica, hechas todas a expensas de los fondos de la hermandad. Aunque no era de su propiedad, también se encargaba esta Cofradía de procesionar con la imagen de la Virgen de la Soledad, custodiada en la ermita de la Fuensanta, extramuros de la Ciudad.
En el año 1700, el Obispo de la diócesis de Cartagena, don Francisco Fernández de Angulo, mandó trasladar la Cofradía a la Iglesia Parroquial de Santa María, al tiempo que se renovaban los Estatutos por los que la Cofradía debía regirse.
Los Estatutos volverían a renovarse en el año 1.739 y estarían vigentes hasta la disolución de la Cofradía en el año 1.771. Es en este año cuando el Conde de Aranda, ministro del rey Carlos III, manda hacer un informe sobre las Cofradías y Hermandades existentes en la ciudad de Chinchilla y todo el Reino de Murcia, resultando un total de 18 hermandades en la Parroquia, 17 en las aldeas, 5 en el convento de Dominicos y 2 en el de religiosas Dominicas. Ante tal número de cofradías y hermandades, mandó el Conde con fecha 30 de septiembre de 1771 la disolución de todas ellas, salvo las de San Sebastián y San Ildefonso” por no tener renta fija y ser intolerable el perjuicio y pensión del vecindario en sostenerlas con el gasto anual de 13.000 y más reales”

### La aparición de la Cofradía del Santísimo Cristo de la Misericordia
A comienzos del año 1.806, varios vecinos de la ciudad encabezados por Alonso Hortelano, Pascual Sánchez y Francisco Ruiz, se reunieron con el párroco de la Iglesia de Santa María, don Paulino Molino, a fin de reimpulsar la celebración de la Semana Santa en Chinchilla con la recuperación de las antiguas Cofradías. Para servir de revulsivo para sus convecinos, decidieron crear una nueva Hermandad bajo la advocación del Santísimo Cristo de la Misericordia y con el nombre de la Santa Penitencia y la Pasión de Nuestro Señor Jesucristo, que realizara Procesión de Penitencia en la Semana Santa del año siguiente. Sus Constituciones fueron presentadas para su aprobación el día 6 de mayo de 1806, recibiendo la respuesta afirmativa por el fiscal general Eclesiástico del Obispado de Cartagena, Sede Vacante, tan solo 20 días después.
En las procesiones vestían una túnica morada, un cordón de lana trenzada ceñido a la cintura, una banda de color marrón con la estampa de un santo de la devoción del cofrade (normalmente, el de su propio nombre), una pequeña cruz de plata al cuello, otra cruz de metal blanco que prendía de la túnica a la altura del hombro y un rosario de porcelana engarzado en plata prendido del cíngulo. Debido seguramente a la cantidad de cruces que estos cofrades llevaban en el hábito, recibieron el apelativo popular de “Las Cruces”, al igual que los de Nuestro Padre Jesús fueron llamados “Los Moraos”.
Una de las atribuciones que asumió la nueva Hermandad fue la de continuar con la interpretación del Canto de la Pasión de Chinchilla en la procesión del Viernes Santo por la mañana, que desde siempre había sido la propia de la Cofradía de Nuestro Padre Jesús Nazareno. Pese a ello, como se desprende de los antiguos libros de cuentas, la Cofradía de Nuestro Padre Jesús, tras su refundación, invitaba cada año a caramelos a los Pasionistas, guardando una filial relación con la nueva Hermandad del Cristo de la Misericordia. Así lo demuestra el hecho de que en un período de crisis, entre la primera y la segunda mitad del siglo XX, en que las Cruces deja de desfilar, es la cofradía de Nuestro Padre Jesús Nazareno la que lleva sus imágenes en la Procesión y subasta sus cetros.

### Entrada en elsigloXX
En el año 1887, el nuevo párroco don Melquíades Sánchez, deseoso de fortalecer el “orden espiritual” de sus feligreses, decide a dar un impulso a las Cofradías de Semana Santa que habían perdurado hasta esa fecha, a saber: la de Nuestro Padre Jesús Nazareno, la del Santísimo Cristo de la Sangre, la del Santísimo Cristo de la Misericordia y la de Los Apóstoles. En este período, la Cofradía de Nuestro Padre Jesús Nazareno procesionaba con las imágenes de Nuestro Padre Jesús Nazareno, San Juan Evangelista, La Verónica y la Virgen de la Soledad, que le eran propias desde sus orígenes, más otros tres pasos: el paso de la Oración en el Huerto (atribuido a Francisco Salzillo), el paso del Prendimiento o Ecce Homo y el Resucitado. Asimismo, la Cofradía de Las Cruces procesionaba con su titular, el Santísimo Cristo de la Misericordia, con la Santísima Virgen del Rosario y con Santa María Magdalena, adquirida en el año 1887.
Desgraciadamente, ninguno de estos pasos se conserva en la actualidad, pues con motivo de la guerra civil española, todas las imágenes fueron destruidas en el asalto e incendio de la Iglesia Parroquial en el mes de julio de 1936.

### La Refundación de 1954
En el año 1954 desfila por primera vez desde el inicio de la Guerra Civil una cofradía de Semana Santa en Chinchilla: la del Santísimo Cristo de la Agonía, fundada el año anterior para, al igual que había hecho la de las Cruces en 1.806, incentivar a los cofrades a restaurar las antiguas Cofradías. El 17 de noviembre del año anterior había llegado un nuevo vecino a la ciudad, natural de Villacarrillo, llamado José Ceres Rodríguez. Este joven médico, procedente de tierras andaluzas, sentía un gran apego por la Semana Santa y, en particular, por la Cofradía de Nuestro Padre Jesús Nazareno, ya que su madre siempre sintió una especial predilección por esta hermandad en Granada, donde había nacido.

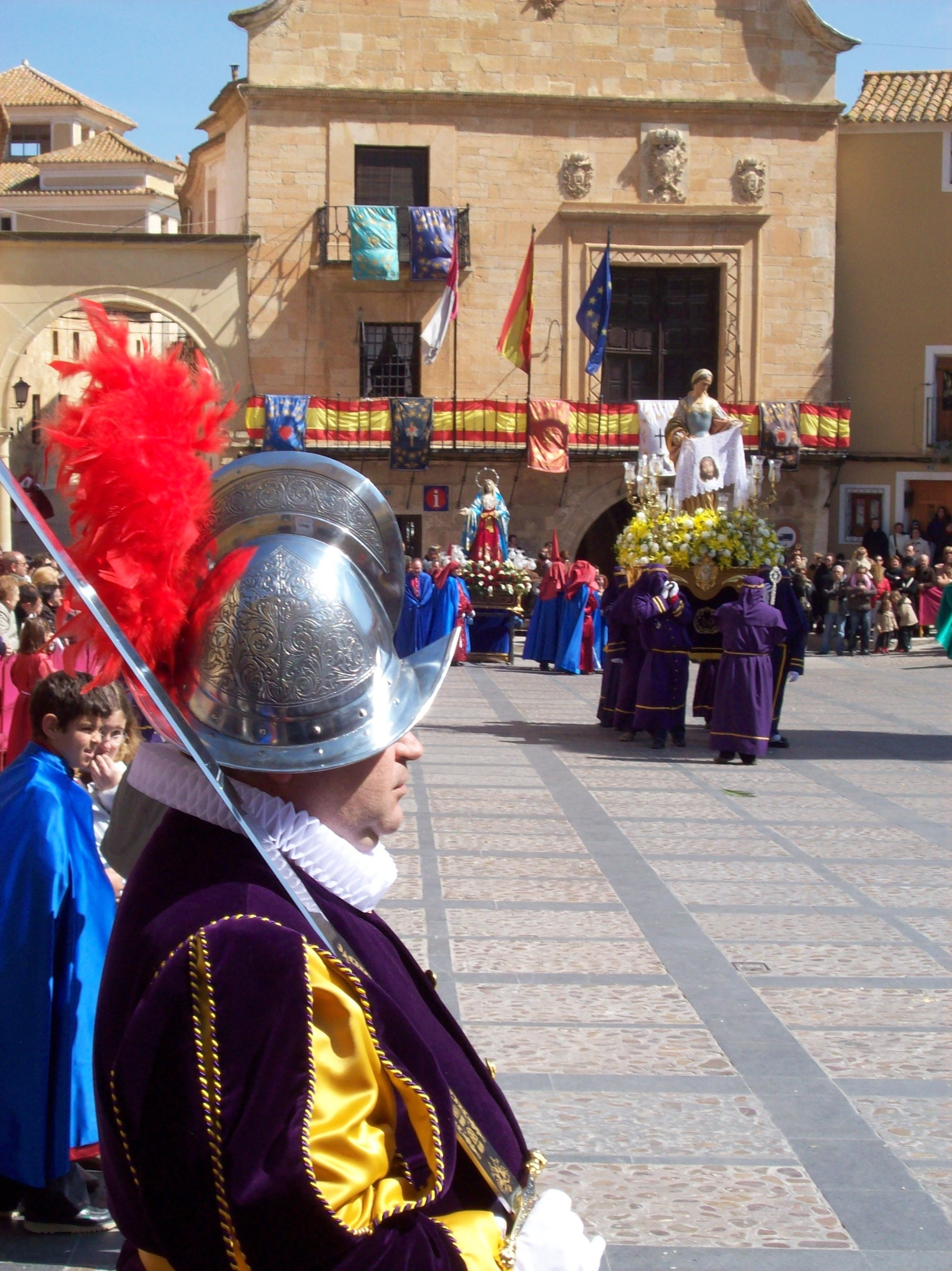
La Verónica durante el Encuentro en Chinchilla.

Por tanto, y animado al ver desfilar a la recientemente fundada Cofradía del Cristo de la Agonía, comenzó a barajar la posibilidad de reorganizar la antigua hermandad del Nazareno.
Recién finalizada la Semana Santa de aquel año 1954, José Ceres citó en la Plaza Mayor a algunos amigos que habían sido cofrades de Jesús Nazareno y de Las Cruces antes de la guerra, a saber: José García, Emilio Toledo, Eduardo Cebrián, Pedro Ballesteros y Ramón López. José Ceres les expuso la idea de reorganizar la antigua Cofradía de Jesús Nazareno, secundando la propuesta todos los presentes de inmediato y eligiéndolo, por aclamación, como presidente. Algunos de los presentes propusieron organizar no sólo la Cofradía del Nazareno, sino también la de las Cruces, aunque finalmente decidieron agrupar las dos antiguas hermandades en una sola con el fin de que existiera una cofradía fuerte con muchos cofrades que dos pequeñas hermandades con muy pocos.
Se redactaron los nuevos estatutos, que fueron aprobados por el Obispo Mons. Arturo Tabera Araoz, y quedó constituida de nuevo la Cofradía de Nuestro Padre Jesús Nazareno, a cuyo título se añadió “y Santísima Virgen del Rosario” en referencia a la Hermandad de las Cruces, de la que la Santísima Virgen, con esta advocación, era cotitular.
Eduardo Cebrián, presidente hasta 1931, encabezó el proyecto de recuperar el antiguo Canto de la Pasión de Chinchilla para la procesión del Viernes Santo por la mañana, para lo que comenzó a enseñárselo a un grupo de niños, hijos de aquellos primeros cofrades. Cebrián consiguió rescatar la Pasión para el momento del Encuentro en la Plaza Mayor, que se completaría finalmente en el año 1959 con la adquisición de la imagen de la Verónica. Con anterioridad, habían sido recuperadas las imágenes de la Virgen del Rosario y del Ecce Homo. Igualmente, se compró una nueva imagen de Nuestro Padre Jesús Nazareno de talla, entregándose la que había donado Emilio Toledo, que era de pasta, a cuenta de la nueva.
En 1.956 se creó para la procesión del Domingo de Resurrección la Sección Infantil del Resucitado, compuesta por unos 40 niños vestidos de blanco, al modo hebreo, que desfilaron junto a la imagen de Cristo en la Procesión de Pascua.

### La Cofradía en nuestros días
En los últimos tiempos, la Cofradía ha seguido contribuyendo activamente al engrandecimiento de la Semana Santa de Chinchilla, una de las más antiguas y tradicionales de la región. En el año 1994 se agregó al nombre de la Cofradía el título de “Las Cruces”, en recuerdo de la antigua hermandad absorbida en la refundación cuarenta años antes. Durante ese año se creó la Sección de las Cruces y la Pasión de Nuestro Señor Jesucristo, compuesta por los cofrades encargados de cantar la Pasión en la Procesión del Encuentro, que dos años antes, por iniciativa de Fina Ortega, se había recuperado en su versión íntegra. Asimismo, fueron reproducidas para esta sección las ropas de la antigua hermandad de las Cruces.
Siguiendo con la recuperación de antiguas tradiciones, en el año 1995 se restauró la Sección Infantil del Resucitado, compuesta en esta ocasión por doce niños, en representación de los Apóstoles, para acompañar al Resucitado en la Procesión del día de Pascua.
Llegados al año 1998 la Cofradía da un paso decisivo al recuperar la imagen del Santísimo Cristo de la Misericordia, titular de la antigua Hermandad de las Cruces. La imagen fue bendecida en la Iglesia Parroquial por el Obispo de Albacete, Mons. Francisco Cases Andreu, y supuso un importante revulsivo para la Cofradía y para la Semana Santa de Chinchilla. Sería también Mons. Cases quien aprobaría en el año 2002 los nuevos Estatutos por los que la Cofradía del Nazareno se rige en la actualidad.
La Cofradía ha tenido el alto honor de recibir en 2009, en el IV Centenario de su fundación, el título de Real, otorgado por S.M. el Rey Juan Carlos I, Hermano Mayor Honorario de la Cofradía desde el año 2003.

## Imágenes

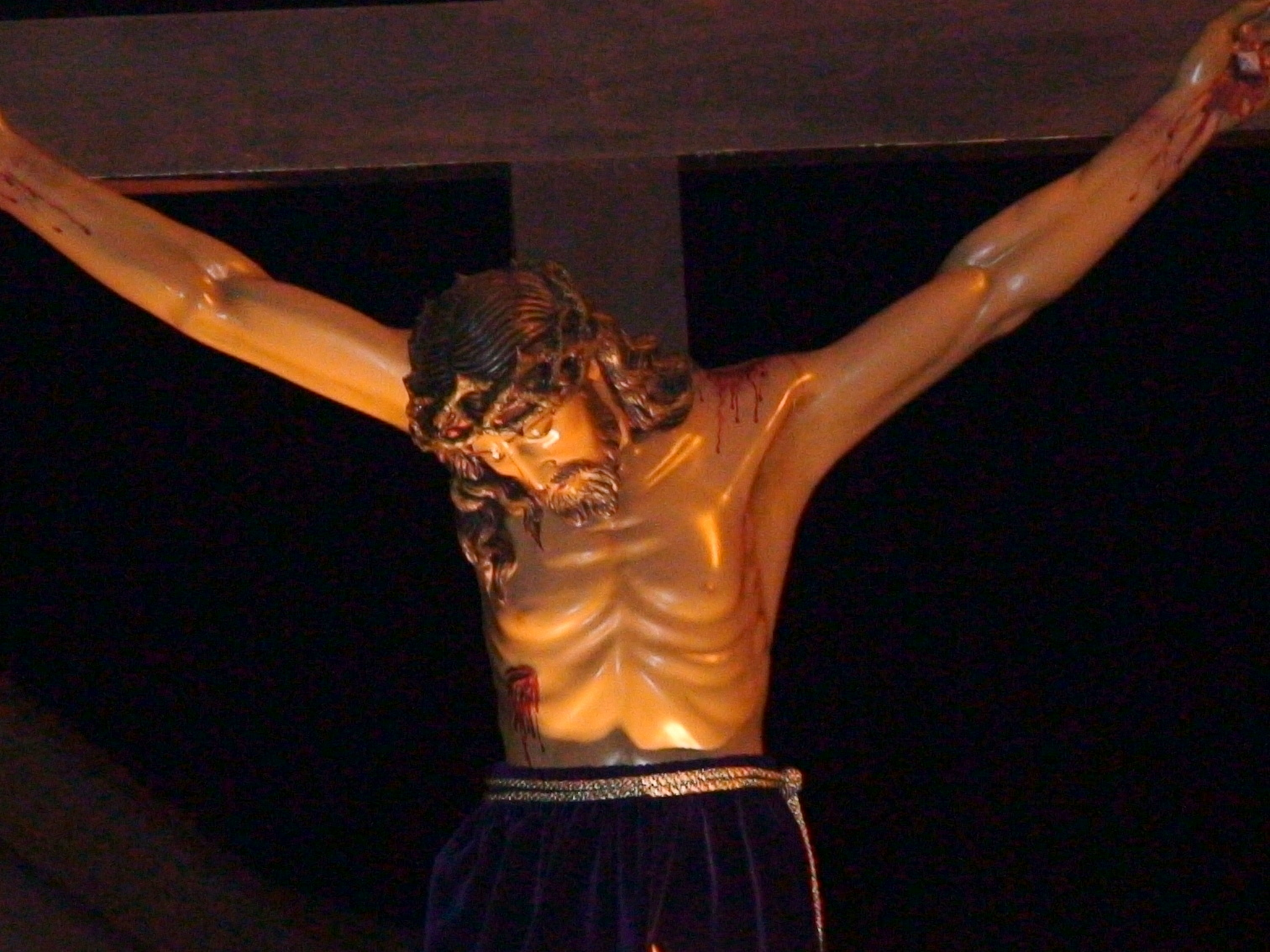
Santísimo Cristo de la Misericordia de Chinchilla.

La Cofradía de Nuestro Padre Jesús Nazareno tuvo un importante patrimonio artístico, fruto del legado de más de trescientos años de historia. Sin embargo, todas sus imágenes fueron destruidas en el asalto a la Iglesia Parroquial producido en julio de 1936 con motivo de la guerra civil española. Entre otras, desaparecieron en el incendio del templo las imágenes de Nuestro Padre Jesús Nazareno, del siglo XVII; el Cristo de la Misericordia, de Alonso Cano; o el paso de la Oración en el Huerto, atribuido a Francisco Salzillo, del siglo XVIII.
Sería a partir de la restauración de la Cofradía, en 1954, cuando las imágenes van siendo restituidas por las que actualmente desfilan en la Semana Santa de Chinchilla. La Cofradía de Nuestro Padre Jesús Nazareno recuperó las imágenes de la Virgen del Rosario (1955), Nuestro Padre Jesús Nazareno (1957), el Ecce-Homo (1958), la Verónica (1959) y el Santísimo Cristo de la Misericordia (1998), más el Cristo Resucitado (1940) que pertenecía a la Iglesia Parroquial. Otras imágenes, vinculadas históricamente con las antiguas hermandades del Nazareno y Las Cruces, fueron a su vez recuperadas por otras cofradías. Las imágenes de San Juan Evangelista y de Nuestra Señora de la Soledad vieron aparecer nuevas cofradías, que se encargaron desde su fundación del culto a estas imágenes. La Cofradía de Nuestra Señora de las Angustias recuperó la imagen de Santa María Magdalena en el año 2000. Finalmente, la Cofradía de Nuestra Señora de la Soledad recuperó el paso de la Oración en el Huerto en la Semana Santa de 2009.

### Nuestro Padre Jesús Nazareno
La imagen titular de la Cofradía, Nuestro Padre Jesús Nazareno, es una talla en madera de cuerpo entero de escuela valenciana, realizada en 1.956 por un autor anónimo. Fue adquirida a expensas de la Cofradía de Nuestro Padre Jesús y costó 9.175 pesetas. Desfiló por primera vez en la Semana Santa de 1957. A diferencia del patrón seguido por las imágenes del Nazareno con la cruz a cuestas, el de Chinchilla lleva la cruz sobre el hombro derecho, no sobre el izquierdo, como suele ser habitual en la iconografía.
La imagen se venera en su capilla de la Iglesia Arciprestal de Santa María del Salvador de Chinchilla, en el lado de la Epístola. Procesiona el Viernes Santo por la mañana, en la Procesión del Encuentro.

### Santísima Virgen del Rosario

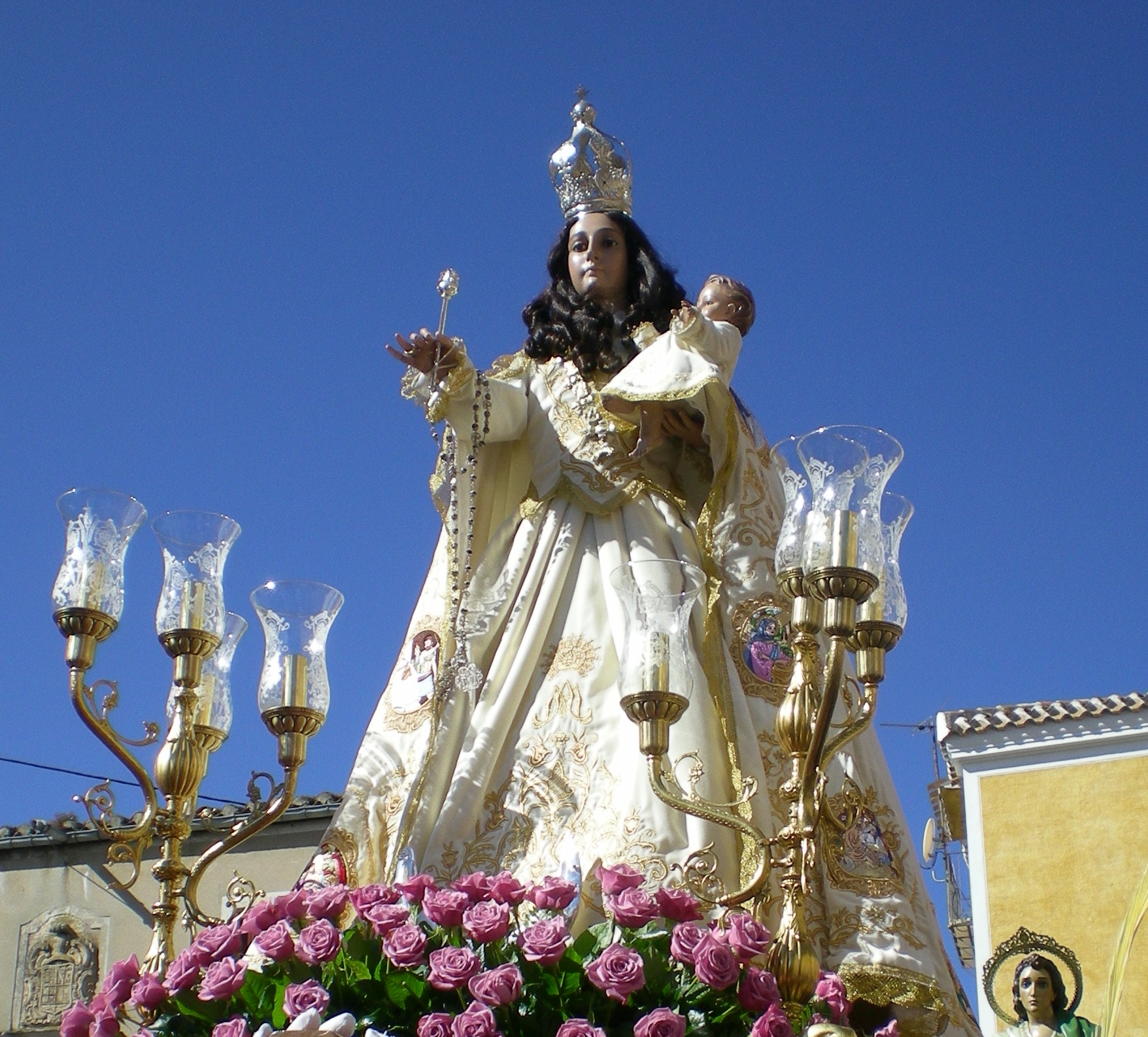
Imagen de la Santísima Virgen del Rosario.

La Virgen del Rosario es especialmente venerada por todos los cofrades de Chinchilla, sea cual sea la hermandad a la que pertenezcan. La advocación del Rosario fue promovida en la ciudad por los frailes dominicos, que establecieron su convento en Chinchilla durante la segunda mitad del siglo XIII.
La Virgen del Rosario es una talla en madera de cuerpo entero de escuela valenciana realizada en 1.955 por un autor anónimo. Esta imagen fue adquirida por la Cofradía de Nuestro Padre Jesús Nazareno mediante suscripción popular, con un coste de 6.150 pesetas. Se conservan varios vestidos y alhajas que utiliza la Virgen en Semana Santa y que pertenecieron a la imagen que fue destruida en 1936, entre las que destaca el Collar de la Orden del Toisón de Oro.
La imagen recibe veneración durante todo el año en la Capilla del Rosario de la Iglesia Conventual de Santo Domingo de Guzmán. Procesiona el Sábado Santo por la tarde (sin niño), en que es trasladada a la Iglesia Parroquial, y en la Procesión de Pascua el Domingo de Resurrección. Especialmente emotivo es el momento del Encuentro, en que se coloca a la imagen el niño Jesús tras el cruce con el Resucitado, así como el desfile que cierra la Semana Santa al finalizar la Misa de Resurrección, en que todas las cofradías acompañan a la Virgen hasta su capilla en el Convento de Santo Domingo.

### Santísimo Cristo de la Misericordia
El Santísimo Cristo de la Misericordia es el titular de la Hermandad de las Cruces y, por tanto, cotitular de la Cofradía de Nuestro Padre Jesús Nazareno. Es una talla en madera de cuerpo entero realizada en 1998 por Luis Salmerón Verdú en Socuéllamos (Ciudad Real). Pertenece a la Cofradía de Nuestro Padre Jesús Nazareno y fue adquirida mediante suscripción popular. Su coste fue de 600.000 pesetas.
La imagen está inspirada en la que antiguamente perteneció a la Cofradía, del siglo XVII, destruida en 1936. Representa a Nuestro Señor Jesucristo en la cruz en el momento inmediatamente posterior a Su muerte. Se caracteriza por el uso de tonelete (falda corta hasta las rodillas), típica de los cristos medievales.
El Santísimo Cristo de la Misericordia procesiona el Viernes Santo por la noche, en la Procesión del Santo Entierro.

### Santísimo Cristo Ecce-Homo
La imagen del Ecce-Homo es una talla de madera de cuerpo entero realizada en 1.958 en los talleres de Pelegrín Gaspar y Pérez Sánchis de Valencia, a través de las gestiones del representante artístico José Espuig. La decoración y policromía de la imagen es obra de José Castellanos, también de Valencia. Fue adquirida a expensas de la Cofradía de Nuestro Padre Jesús Nazareno y costó 6.375 pesetas. La imagen fue restaurada en el año 2004 por María Dolores Barnuevo.
La imagen del Ecce-Homo muestra a Cristo en pie, atazo y coronado de espinas en el instante posterior a la flagelación, en que Pilatos lo muestra al pueblo.
El Ecce-Homo se encuentra expuesto a la veneración de los fieles en la Iglesia Arciprestal de Santa María del Salvador de Chinchilla, en la hornacina inferior derecha del retablo mayor del baptisterio. Procesiona el día de Jueves Santo cerrando la Procesión del Prendimiento.

### Santa Verónica
La imagen de la Verónica es una talla en madera de escuela valenciana de cuerpo entero, realizada en 1.959 por un autor anónimo. Es propiedad de la Cofradía de Nuestro Padre Jesús Nazareno, que la adquirió con un coste de 10.320 pesetas.
Inspirada en la Verónica que Salzillo realizó para la Cofradía de Jesús de Murcia en el siglo XVIII, sostiene en sus brazos la Santa Faz, impresa en la toca con la que enjugó el rostro del Cristo. La Verónica procesiona en la Procesión del Encuentro, el Viernes Santo por la mañana.

### Santísimo Cristo Resucitado

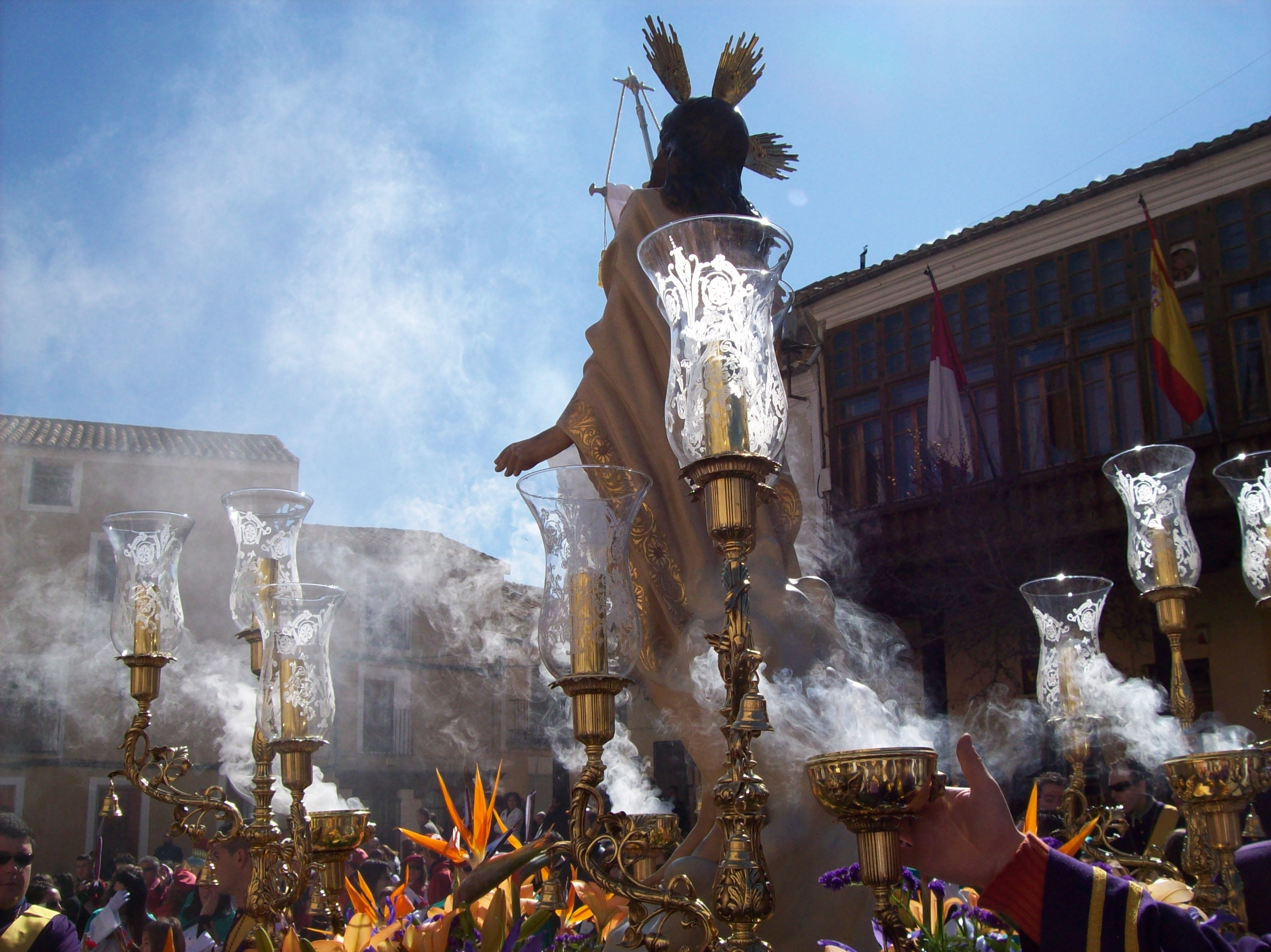
El Resucitado en la Semana Santa de Chinchilla.

El Resucitado es la única imagen que procesiona con la Cofradía de Nuestro Padre Jesús Nazareno y no es de su propiedad, pues fue donada a la Iglesia Parroquial por Domingo García, que la adquirió en el taller “Las Artes Religiosas” de Olot (Gerona), en 1.943, antes de la refundación. La diócesis de Albacete, propietaria de la imagen, tiene reconocidos oficialmente los derechos de la Cofradía de Nuestro Padre Jesús para procesionar con esta imagen en sus Estatutos, aprobados por Mons. Francisco Cases Andreu, Obispo de Albacete, en 2002.
La imagen muestra a un Cristo triunfal que ha vencido a la muerte, sosteniendo con la mano derecha un banderín bordado con el escudo de la Resurrección. La imagen procesiona en la mañana del Domingo de Pascua, en la Procesión del Resucitado. Antes de la Procesión se lleva a cabo el Encuentro en la Plaza Mayor con la Virgen del Rosario, que es uno de los momentos más emotivos de la Semana Santa chinchillana.

## Vestimenta de la Cofradía
Los Cofrades visten túnica de tela de color morado, cordón amarillo a la cintura con nudo y caída a la izquierda, medalla de la Cofradía al cuello, capuz morado con cruz amarilla bordada, zapato negro y guantes blancos. En la Procesión del Santo Entierro se utiliza capuz negro sin bordar, en señal de luto. En la procesión del Resucitado se suprime el capuz y se añade una banda amarilla al hombro izquierdo y anudado al lado derecho de la cintura, con cruz morada bordada.
Otras secciones de la Cofradía visten con otros hábitos o uniformes, como se describe a continuación.

### Sección de las Cruces y la Pasión de Nuestro Señor Jesucristo
Utilizan el hábito de la antigua Cofradía del Santísimo Cristo de la Misericordia, compuesto por túnica de tela morada con una cruz metálica en el hombro derecho, cordón blanco a la cintura con nudo y caída a la izquierda, pequeño crucifijo al cuello y banda de color marrón al hombro izquierdo anudada al lado derecho de la cintura, con la imagen de Jesús Nazareno.

### Sección de Armados Alabarderos
El uniforme de Armado Alabardero está compuesto por calzas negras, casaca de terciopelo morado con el anagrama de la cofradía bordado en oro a la altura del pecho y las mangas acuchilladas con raso de seda dorado, calzón acuchillado en terciopelo morado y raso de seda dorado, cinturón de raso dorado con hebilla de bronce en el que figura el anagrama de la cofradía, guantes blancos, gola al cuello y capacete de acero sobre la cabeza. Los miembros del piquete llevan una alabarda de acero grabado, excepto el Jefe, que lleva la espada de Carlos V.

### Sección Infantil del Resucitado
Túnica de tela blanca, cordón amarillo a la cintura con nudo y caída a la izquierda, banda amarilla al hombro izquierdo y anudada al lado derecho de la cintura y pañuelo hebreo a la cabeza. Cada uno de ellos porta una bandera con el emblema del Resucitado.